# John Duncan Sr.
Pour les articles homonymes, voir John Duncan.
John James Duncan Sr. est un homme politique américain né le 14 mars 1919 à Huntsville (Tennessee) et mort le 21 juin 1988 à Knoxville (Tennessee). Membre du Parti républicain, il est maire de Knoxville puis élu du Tennessee à la Chambre des représentants des États-Unis.

## Biographie
John Duncan est né et a grandi à Huntsville dans le Tennessee. Il est diplômé de l'université du Tennessee en 1942 puis de l'université Cumberland en 1947, après avoir servi dans l'armée de terre des États-Unis durant la Seconde Guerre mondiale.
Procureur adjoint puis directeur des affaires juridiques de Knoxville, Duncan devient maire de la ville en 1959. Il est élu à la Chambre des représentants des États-Unis en 1964 dans le 2e district du Tennessee, où il est facilement réélu lors des élections suivantes. Il siège à la Chambre des représentants jusqu'à sa mort en 1988, des suites d'un cancer. Son fils lui succède au Congrès.